# Dialogi
Dialogi o zmartwychwstaniu atomowym, teorii niemożności, filozoficznych korzyściach ludożerstwa, smutku w probówce, psychoanalizie cybernetycznej, elektrycznej metempsychozie, sprzężeniach zwrotnych ewolucji, eschatologii cybernetycznej, osobowości sieci elektrycznych, przewrotności elektromózgów, życiu wiecznym w skrzyni, konstruowaniu geniuszów, epilepsji kapitalizmu, maszynach do rządzenia, projektowaniu systemów społecznych – zbiór esejów filozoficznych, futurologicznych i socjologicznych Stanisława Lema wydany po raz pierwszy przez Wydawnictwo Literackie w 1957 roku.

## Powstanie dzieła
Pierwszy rozdział dzieła narodził się z dyskusji, jakie w latach 1948–1950 prowadził Lem z mgr. Oświęcimskim na temat możliwości odtwarzania człowieka z atomów podczas pracy w Konwersatorium Naukoznawczym Asystentów Uniwersytetu Jagiellońskiego kierowanego przez dr. Mieczysława Choynowskiego. Dalsze dialogi zostały dopisane w latach 1954–1956.

## Struktura dzieła
Dzieło nawiązuje formą do Trzech dialogów między Hylasem i Filonousem, traktatu George’a Berkeleya z roku 1713 – wykładu filozofii idealizmu subiektywnego. Lem zapożyczył z traktatu angielskiego biskupa imiona rozmówców: Hylas i Filonous. Pierwsze z tych imion oznacza „cielesny”, „materialny”; drugie: „umysłowy”, „intelektualny”. Zarówno dla Berkeleya, jak i dla Lema Hylas jest w czasie rozmów naiwnym entuzjastą, Filonous – rozważnym mędrcem. Fakt ten odzwierciedlony jest w konstrukcji dialogów poprzez dysproporcje w wypowiedziach obydwu interlokutorów.
Utwór składa się z ośmiu dialogów. Dialog pierwszy omawia paradoksy związane z możliwością kopiowania molekularnej struktury organizmu człowieka w celu osiągnięcia nieśmiertelności lub inaczej „zmartwychwstania atomowego”. Podkreślany jest ścisły związek tego zagadnienia z problemem świadomości. Podobne dylematy etyczne i filozoficzne występują obecnie przy omawianiu zagadnień klonowania. Dialog drugi jest poświęcony problemowi relacji świadomości i materii w kontekście kwantowych własności atomów. Dialog trzeci jest próbą opisania ludzkiej ontogenezy za pomocą pojęć teorii informacji. W tym miejscu zostają też wprowadzone kluczowe pojęcia cybernetyki: sprzężenie zwrotne i próg komplikacji minimalnej. Dialog czwarty omawia ogromne trudności związane z próbami odtworzenia ludzkiego sensorium i motoryki na gruncie robotyki. Dialog piąty zawiera dalszy ciąg rozważań na temat istoty świadomości rozpatrywanej w kategoriach cybernetyki jako sieć neuronowa. Dialog szósty rozważa możliwość konstrukcji sieci neuronowej o właściwościach ludzkiego mózgu, czyli zagadnienia sztucznej inteligencji. Dialog siódmy jest poświęcony zastosowaniu metod cybernetyki do socjologicznej analizy ustrojów i systemów społecznych: socjalizmu i kapitalizmu. Autor przemyca w nim krytykę ustroju socjalistycznego i gospodarki centralnie sterowanej w treści mocno odbiegającej od oficjalnie obowiązującej w tym czasie doktryny marksizmu. W końcowym fragmencie naszkicowany jest projekt cybernetycznej utopii społecznej. Ostatni, ósmy dialog to wstępne rozważania o potencjalnych możliwościach psychologii cybernetycznej – wzajemnym oddziaływaniu osobniczej zmienności w ramach populacji i systemu społecznego.
Wydanie drugie utworu ukazało się w roku 1972 i zawierało dodatkowo przedmowę oraz dwa aneksy, z których każdy składa się z dwóch odrębnych esejów:
- ANEKS, część I: Dialogi po szesnastu latach
  - Tracone złudzenia, czyli od intelektroniki do informatyki
  - Cybernetyka stosowana: przykład z dziedziny socjologii
- ANEKS, część II
  - Etyka technologii i technologia etyki (pierwodruk: „Studia Filozoficzne” 1967)
  - Biologia i wartości (pierwodruk: „Studia Filozoficzne” 1968)

Aneks I dotyczy ściśle cybernetyki. W Traconych złudzeniach... Lem dokonuje obszernego przeglądu rozwoju cybernetyki w latach 1957−1972. Wskazuje wyraźnie na odmienność tego rozwoju od własnych prognoz. Szczególnie podkreśla niepowodzenia cybernetyki w budowie symulatorów ludzkiego mózgu. Esej Cybernetyka stosowana... jest rozwinięciem VII Dialogu. Lem dokonuje w nim pogłębionej analizy zwyrodnień gospodarki centralnie sterowanej. Aneks II dotyczy natomiast zagadnień, którym Lem poświęcił swoje inne dzieło z 1964 roku − Summa technologiae. Etyka technologii... jest próbą określenia wzajemnego oddziaływania dwóch trendów ewolucyjnych współczesnej cywilizacji: rozwoju technologicznego oraz przemian norm etycznych. Esej Biologia i wartości to obszerna rozprawa poświęcona etyce i antropologii rozpatrywanej na gruncie biologii, ewolucji i cybernetyki.

## Ocena dzieła
W Dialogach można wyraźnie dostrzec zagadnienia filozoficzno−społeczne, które Stanisław Lem będzie poruszał w całej swojej dalszej twórczości: problem totalitaryzmu i możliwość zbudowania idealnego ustroju społecznego, zagadnienia sztucznej inteligencji, solipsyzmu, teorii poznania i metodologii nauk oraz rozwój techniki i jego wpływ na społeczeństwo. Dzieło można uznać za pierwszy etap rozwoju filozoficznej myśli Lema. Była to ponadto pierwsza w polskiej literaturze popularna monografia dotycząca cybernetyki. Lem opierał się w dużej mierze na dziełach Wienera i Shannona, czytanych przez niego w oryginale. Dialogi trafiły zatem w Polsce na jałowy grunt niezrozumienia, gdyż jeszcze rok wcześniej cybernetyka była określana jako „reakcyjna pseudonauka”. Z Aneksów wynika niezbicie, że Lem dostrzegł schyłek znaczenia cybernetyki na kilka lat przedtem, zanim inni uznali jej wielkość. Późniejsza krytyka zaczęła odczytywać Dialogi według klucza politycznego: pierwsze sześć dialogów miało służyć poprzez swą długość i zawiłość jako „zasłona dymna” przed cenzurą dla głównego elementu dzieła − dialogu siódmego, poświęconego krytyce ustroju socjalistycznego i gospodarki centralnie sterowanej.